# Composition avec grand plan rouge, jaune, noir, gris et bleu
Composition avec grand plan rouge, jaune, noir, gris et bleu est une peinture abstraite géométrique non figurative de 1921 du peintre néerlandais Piet Mondrian. Le tableau se trouve au Musée d'Art de La Haye.

## Historique
La toile a été achetée en 1921 par Jo Steijling, une connaissance néerlandaise qui a rendu visite au peintre à Paris. Cette vente a donné au peintre suffisamment de confiance pour louer un atelier plus cher dans la rue du Départ.

## Description
Il s'agit d'une peinture à l'huile sur toile qui mesure 59,5 × 59,5 cm. Composition abstraite correspondant au néoplasticisme, elle consiste en plusieurs rectangles et deux carrés (formes géométriques de base) séparés par des lignes noires horizontales et verticales. L'œuvre est rigoureusement structurée : les lignes verticales et horizontales se croisent en angle droit, formant des rectangles remplis ou non d'aplats de couleurs primaires (rouge, bleu, jaune) ou des dites « anti-couleurs » (blanc, noir et gris).
Avec un motif de grille composée de lignes et de zones colorées Mondrian s'attache à la structure, à l'opposition de la verticale et de l'horizontale pour s'approcher d'un équilibre. Il se concentre sur le rapport entre la figure et le fond sur lequel elle apparaît.
L'objectif à mettre en avant est la beauté des lignes, des couleurs et des relations entre elles. Les couleurs primaires ordonnent la réalité physique. Chaque rectangle constitue un module statique. Leur juxtaposition génère un rythme, un dynamisme. Mondrian a cherché à libérer l'art de tous ses accessoires pour arriver à l'art pur. Par l'utilisation de formes géométriques et de couleurs primaires et « anti-couleurs », il a cherché à représenter l'essence de l'univers.